# Joseph Ortiz (militant)
Pour les articles homonymes, voir Joseph Ortiz.
Joseph Ortiz, surnommé Joey, né le 4 avril 1917 à Guyotville (Algérie) et mort le 15 février 1995 à Toulon (Var, France), a été, le 24 janvier 1960, un des leaders des émeutiers de la Semaine des barricades à Alger, avec le député Pierre Lagaillarde, Guy Forzy, Jean-Baptiste Biaggi, Marcel Ronda et le syndicaliste étudiant Jean-Jacques Susini.

## Biographie
Joseph Ortiz est né de parents espagnols et travaille comme cafetier à Alger. Poujadiste, il milite dans les milieux d'extrême droite, et est partisan de l'Algérie française. Il ne sera pourtant jamais soupçonné de racisme [réf. nécessaire] et entretenait d'excellents rapports avec certains Juifs de l'OAS dont Jean Ghenassia qui fut son propre lieutenant selon Emmanuel Ratier[source insuffisante] .
Il est soupçonné le 16 janvier 1957 d'avoir organisé l'affaire du Bazooka, attentat commis contre le général Raoul Salan, alors commandant de la 10e région militaire, et commandant interarmées à Alger.
Il est impliqué dans les émeutes du 13 mai 1958 à Alger.
Démissionnaire le 4 juillet 1958 du Comité de salut public, il rédige le Manifeste des Quatorze.
Il fonde le 11 novembre 1958 le Front national français avec Marcel Ronda et Jean-Claude Pérez (OAS). Les militants du Front national français étaient formés en unités composées de volontaires, prévoyant la partie avancée et offensive de l’action « Algérie française ».
Il est l'un des instigateurs de la semaine des barricades (24 janvier 1960). À l'issue de celle-ci, il s'exile en Espagne.
Responsable et membre de l'OAS en France, il est condamné à mort par contumace le 2 mars 1961 pour avoir organisé une manifestation interdite et pousser ses partisans à l'ouverture du feu sur les gendarmes chargés du maintien de l'ordre, causant 14 tués et 119 blessés chez les gendarmes. Amnistié en 1968, il s'installe dans le Var. Il y meurt le 15 février 1995.